# Carcelia inculta
Carcelia inculta är en tvåvingeart som först beskrevs av Christian Rudolph Wilhelm Wiedemann 1830.  Carcelia inculta ingår i släktet Carcelia och familjen parasitflugor. Inga underarter finns listade i Catalogue of Life.